# Lauren Ridloff
Lauren Ridloff (née Teruel; sinh ngày 6/4/1978) là nữ diễn viên và giáo viên người Mỹ. Cô được biết tới qua vai Connie trong sê-ri phim truyền hình The Walking Dead.

## Thời thơ ấu
Ridloff, tên thật là Lauren Teruel, sinh ra tại Chicago. Cha cô là người Mỹ gốc Mexico, mẹ cô là người Mỹ gốc Phi.

## Đời tư
Ridloff định cư ở Brooklyn, cùng chồng cô là Douglas Ridloff và hai người con.

## Danh sách phim

### Điện ảnh
| Năm  | Tên                           | Vai     | Ghi chú |
| ---- | ----------------------------- | ------- | ------- |
| 2011 | If You Could Hear My Own Tune | Fatima  | [ 7 ]   |
| 2017 | Wonderstruck                  | Pearl   | [ 8 ]   |
| 2017 | Sign Gene                     |         | [ 9 ]   |
| 2019 | Sound of Metal                | Diane   | [ 10 ]  |
| 2021 | Chủng tộc bất tử              | Makkari | [ 11 ]  |
| TBA  | The Magnificent Meyersons     |         | [ 12 ]  |